# The Journal of Philosophy
The Journal of Philosophy és una revista acadèmica mensual en anglès centrada en l'àmbit de la Filosofia, publicada per la Universitat de Colúmbia des de la seva creació. Fou fundada l'any 1904 per Frederick J. E. Woodbridge i J. McKeen Cattell sota el nom The Journal of Philosophy, Psychology, and Scientific Methods, quinzenal, fins a l'any 1921 que canvià a la denominació que roman fins al present. Sota la premissa «publicar articles filosòfics d'interès actual i fomentar l'intercanvi d'idees, en especial explorar les línies frontereres entre la filosofia i d'altres disciplines»; els documents científics que li arriben han de ser investigacions originals no publicades abans enlloc, no poden ser expositius, ni ser fonts primàries, i passen per revisió d'una avaluació d'experts abans de ser editats.